# Коерцитивна сила

Графічне представлення гістерезису: помітне відставання у прикладених силах

Коерцитивна сила — характеристика феромагнетика або сегнетоелектрика:
- напруженість магнітного поля, що зменшує залишковий магнетизм (розмагнічує) феромагнетика до нуля;
- напруженість електричного поля, необхідна для повної деполяризації сегнетоелектрика.

## Інтернет-ресурси
- Magnetization reversal applet (coherent rotation)
- For a table of coercivities of various magnetic recording media, see "Degaussing Data Storage Tape Magnetic Media" (PDF), at fujifilmusa.com.